# Aphanopetalum clematideum
Aphanopetalum clematideum, jedna od dviju biljnih vrsta iz porodice Aphanopetalaceae, dio reda Saxifragales.  Obje vrste australski endemi

## Opis
Aphanopetalum clematideum je penjačica ili loza koja može doseći nekoliko metara visine kada prirodno raste uz drvo ili drugu potporu. Biljka proizvodi sitne, zvjezdaste cvjetove od lipnja do listopada. Cvjetovi su uglavnom bez latica, ali imaju četiri velike zelenkastobijele čašice, koje izgledaju poput latica i ostaju na biljci dok ne završi plodonošenje, stvarajući dugotrajan izgled.